# 裸のフェミニスト
『裸のフェミニスト』（The Naked Feminist）は、アメリカ合衆国のポルノグラフィ業界で働くセックス・ポジティブ・フェミニストの女性を扱った2004年のドキュメンタリー映画。 
オーストラリアの映画製作者ルイーザ・アシールのデビュー作であり、マリリン・チェンバース、クリスティ・レイク、ジンジャー・リン、クロエ、シャロン・ミッチェル、ニナ・ハートレー、ヴェロニカ・ハート、カイリー・アイルランド、アニー・スプリンクル、キャンディダ・ロイヤルのインタビューを収録している。これらの女性の何人かは、女性ポルノ出演者の初期の支援グループであるClub 90のメンバーであり、全ての女性がポルノの地位向上に取り組んでいた。 
この58分間の映画は、2004年のサウス・バイ・サウスウエストで観客賞を受賞した。 